# Facér mamik klubja
A Facér mamik klubja (eredeti cím: The Single Moms Club) 2014-es amerikai dráma-filmvígjáték Tyler Perry rendezésében. Perry forgatókönyvíróként és producereként is közreműködött. A főszerepben Nia Long, Wendi McLendon-Covey, Zulay Henao, Cocoa Brown, Amy Smart, Terry Crews és Perry látható.
A filmet 2014. március 14-én mutatták be. Általánosságban negatív véleményeket kapott a kritikusoktól, bevételi szempontból azonban jól teljesített: 16,4 millió dolláros bevételt hozott a 8 millió dolláros költségvetésével szemben.

## Rövid történet
Öt egyedülálló anya összeállnak, amikor a 11-12 éves gyerekeik bajba kerültek az iskolában.

## Cselekmény
Hillary Massey egy fiatal nő, aki viharos váláson megy keresztül ügyvéd férjétől. Jan Malkovitch egy kiadóvállalatnál dolgozik, és a munkáját mindenek elé helyezi. May Miller feltörekvő újságíró és író. Lytia Wright egy gyorsétteremben dolgozik. Esperanza évek óta elvált Santostól, aki egy autókereskedés tulajdonosa. Mind az öten egyedülálló anyák, és gyermekeik egy neves iskolába járnak a Georgia állambeli Atlantában. Az igazgató behívatja őket, és kiderül, hogy gyermekeik rongálják az iskolát, néhányan közülük pedig dohányozni szoktak az udvaron; hogy elkerüljék a kirúgást, az anyáknak jótékonysági akciót kell szervezniük.
A kényszerű egymásra találás ráébreszti őket, hogy mindegyikük képes pótolni a másik hiányosságait, és segítséget nyújtani a legnehezebb helyzetekben. Az öt nő ezután megalakítja a "Facér mamik klubját": minden szombat este felváltva egyikük vigyáz a másik négy nő gyermekeire, akik felszabadultan tölthetik az estét.

## Szereplők
| Szerep    | Színész              | Magyar hang         |
| --------- | -------------------- | ------------------- |
| May       | Nia Long             |                     |
| Hillary   | Amy Smart            | Vadász Bea          |
| Lytia     | Cocoa Brown          | Kocsis Mariann      |
| Branson   | Terry Crews          | Barabás Kiss Zoltán |
| Manny     | William Levy         | Posta Victor        |
| Jan       | Wendi McLendon-Covey | Solecki Janka       |
| TK        | Tyler Perry          | Bognár Tamás        |
| Santos    | Eddie Cibrian        |                     |
| Peter     | Ryan Eggold          | Bozsó Péter         |
| Esperanza | Zulay Henao          | Németh Borbála      |
| Tony      | Sean Carrigan        |                     |

## Forgatás
A forgatás 2012. november 26-án kezdődött a Georgia állambeli Avondale Estates városban.

## Fogadtatás
A film negatív kritikákat kapott. A Rotten Tomatoes honlapján 18%-ot ért el 28 kritika alapján, és 4.4 pontot szerzett a tízből. A Metacritic oldalán 31 pontot szerzett a százból, 16 kritika alapján.

## Televíziós sorozat
2014. január 9-én bejelentették, hogy az Oprah Winfrey Network berendelte a film alapján készülő sorozatot. A műsor az If Loving You is Wrong címet kapta, és 2014. szeptember 9-én mutatták be. Zulay Henao volt az egyetlen eredeti színész.